# Ruth Rowland Nichols
Ruth Rowland Nichols (New York, 23 febbraio 1901 – New York, 25 settembre 1960) è stata una pioniere dell'aviazione statunitense È l'unica donna a detenere record mondiali simultanei di velocità, altitudine e distanza per un pilota donna americana.

## Biografia
Ruth è nata a New York City da Erickson Norman Nichols e Edith Corlis Haines. Suo padre era un membro della Borsa di New York e aveva servito con i Rough Riders di Teddy Roosevelt (ufficialmente noto come The 1st United States Volunteer Cavalry). Ruth fu mandata alla Masters School, una scuola preparatoria privata per giovani donne.  Al momento del diploma di scuola superiore nel 1919, il regalo di diploma di suo padre fu un giro in aereo con Eddie Stinson, Jr., che spronò il suo interesse a diventare un pilota. Dopo essersi diplomata alla Masters School, ha frequentato il Wellesley College, ha studiato medicina e si è laureata nel 1924.

### Carriera da pilota

Ruth Nichols. Archivio Nazionale Brasiliano

Mentre era studentessa al Wellesley College, prese segretamente lezioni di volo. Poco dopo la laurea, ha conseguito la licenza di pilota ed è diventata la prima donna al mondo a ottenere una licenza per idrovolante. Raggiunse la fama pubblica per la prima volta nel gennaio 1928, come copilota di Harry Rogers, che era stato il suo istruttore di volo, sul primo volo senza scalo da New York a Miami, in Florida. A causa della sua mondanità e del background familiare aristocratico, Ruth divenne nota sulla stampa come la "Debuttante volante", un nome che odiava. Ruth è stata quindi assunta come responsabile delle vendite per la Fairchild Aviation Corporation. Nel 1929 fu membro fondatore, con Amelia Earhart e altri, dei Novantanove, un'organizzazione di donne con licenza di pilota. Nell'agosto 1929, lei e la Earhart insieme a Bessie Coleman furono tra le 20 concorrenti del Women's Air Derby (noto anche come "Powder Puff Derby"), la prima gara aerea ufficiale negli Stati Uniti per sole donne. Sono partite il 18 agosto da Santa Monica, California per Cleveland, Ohio. Ruth si è schiantata durante un rifornimento in Canada, mentre la Earhart è arrivata terza nella classe "aerei pesanti".
Durante gli anni '30, mentre lavorava per Fairchild e altre compagnie aeree, Ruth realizzò diversi voli da record, la maggior parte dei quali su un Lockheed Electra, battezzato The New Cincinnati, concesso dal proprietario, l'industriale radiofonico milionario Powel Crosley, Jr. A dicembre 1930, ha battuto il tempo record di Charles Lindbergh per un volo, completando il viaggio in 13 ore e 21 minuti. Nel marzo 1931 stabilì il record mondiale di altitudine femminile di 28.743 piedi (8760,9 m). Nell'aprile 1931 a Detroit, stabilì il record mondiale di velocità femminile di 210,7 miglia orarie (339,1 km/h). Nel giugno del 1931, tentò di diventare la prima donna a volare in solitaria attraverso l'Oceano Atlantico, ma si schiantò nel New Brunswick  e rimase gravemente ferita, rompendosi almeno due vertebre della schiena.
Dopo la sua guarigione, nell'ottobre 1931, stabilì il record femminile di distanza  con un volo da Oakland, in California, a Louisville, nel Kentucky, 1.977 miglia (3182 km).
Il 14 febbraio 1932, la Nichols stabilì un nuovo record mondiale di altitudine di 19.928 piedi per velivoli diesel a Floyd Bennett Field, NY, mentre volava su una Lockheed Vega . Il 3 novembre, in un tentativo di battere il record transcontinentale della Earhart è fallito quando l'aereo di Nichols è uscito fuori pista del Floyd Bennett Field durante il rullaggio, è stato gravemente danneggiato sebbene il pilota sia rimasto incolume. Il 29 dicembre, la Nichols è diventata la prima donna pilota di una compagnia aerea passeggeri commerciale, volando per New York e New England Airways . Nel 1935 si unì alla Women's Engineering Society con sede in Gran Bretagna, all'epoca l'unica organizzazione al mondo per donne ingegneri e piloti.
Il 21 ottobre 1935, la Nichols rimase gravemente ferita in un incidente durante un volo privato a Troy, New York . Il volo doveva essere un volo celebrativo di un matrimonio per due coppie sopra New York City, ma l'aereo, un Curtiss Condor, registrazione NC725K, si è schiantato poco dopo il decollo, uccidendo il pilota. La Nichols ha subito varie fratture: del polso sinistro, di una caviglia e del naso, contusioni, ustioni e "possibili lesioni interne", secondo i resoconti dei giornali dell'incidente e non fu in grado di volare per quasi un anno. Quando è tornata a volare è andata a lavorare per la Emergency Peace Campaign, un'organizzazione quacchera che ha cercato di promuovere la risoluzione pacifica dei conflitti internazionali che si stavano preparando. Nel 1939 fu a capo della Relief Wings, un servizio aereo civile che effettuava voli di emergenza e assisteva la Civil Air Patrol durante la seconda guerra mondiale. La Nichols alla fine raggiunse il grado di tenente colonnello nella Civil Air Patrol.
Dopo la guerra la Nichols è stata coinvolta in altri sforzi umanitari, usando la sua celebrità per attirare l'attenzione sulle cause e per raccogliere fondi. Organizzò una missione di sostegno all'UNICEF, incluso il pilotaggio di un giro del mondo nel 1949. Negli anni '50 è stata direttrice delle attività femminili per Save the Children, direttrice della divisione femminile dello United Hospital Fund e direttrice sul campo per la National Nephrosis Foundation.
Nel 1958, dopo aver fatto pressioni sull'Aeronautica degli Stati Uniti per ottenere il permesso, copilotò un Delta Dagger TF-102A e raggiunse le 1.000 miglia orarie (1600 km/h) e un'altitudine di 51.000 piedi (15545 m), stabilendo nuovi record di velocità e altitudine femminile all'età di cinquantasette anni.

### Donne nel programma spaziale
Nel 1959, mentre il programma Mercurio della NASA si stava preparando per le missioni sulla luna, la Nichols è stata sottoposta agli stessi test di isolamento, centrifuga e assenza di gravità che erano stati ideati per i candidati astronauti. I test sono stati condotti presso il Wright Air Development Center di Dayton, Ohio, dal generale di brigata USAF Don Flickinger . Flickinger e dal suo mentore Randy Lovelace (il pioniere della bioastronautica che ha eseguito la selezione medica del Mercury Seven), hanno avuto un interesse di vasta portata nella ricerca sull'idoneità delle donne come astronaute.
Sebbene non abbia superato tutti i test di Fase 1 che hanno fatto le sue coetanee (il Mercury 13 ), la Nichols ha ottenuto risultati abbastanza buoni nei test e ha esortato gli scienziati dell'Air Force a includere le donne nei loro piani di volo spaziale. Gli scienziati di Wright "ci hanno pensato con orrore e non l'hanno detto in nessuna circostanza", secondo uno storico orale a cui Nichols ha riferito la storia. I risultati del test sono trapelati ai media che, secondo Flickinger, "hanno invertito la tendenza" contro la sponsorizzazione dell'Air Force della ricerca sulle candidate astronaute. Alla fine solo Jerrie Cobb è stata in grado di completare tutte e tre le fasi dei test prima che la NASA staccasse ufficialmente la spina al programma.

### Morte
Soffrendo di una grave depressione, Ruth morì per un'overdose di barbiturici nella sua casa di New York City il 25 settembre 1960. La sua morte è stata giudicata un suicidio. La Nichols fu sepolta al Woodlawn Cemetery nel Bronx, New York.

## Eredità
Nel corso della sua carriera, la Nichols ha pilotato ogni tipo di aereo sviluppato, inclusi dirigibili, alianti, autogiro, idrovolanti, biplani, triplani, aerei da trasporto e un jet supersonico. Ruth è stata inserita postuma nella National Aviation Hall of Fame nel 1992.
Un'elica della sua Lockheed Vega degli anni '30 è esposta nella galleria Golden Age of Flight del National Air and Space Museum.